# Chillstep
Chillstep er en undergenre af den elektroniske musikgenre Dubstep, som blev kendt via Internettet (især via YouTube). Chillstep er også kendt som "Melodic Dubstep".

## Udvikling
Udtrykket "chillstep" består af ordene "at chill" (at slappe af) og "dubstep" (elektronisk musikgenre). Det er blevet brugt til sange af denne type siden omkring foråret 2011, da nogle internetbrugere begyndte at henvise til mere støjsvage dubstep-sange som Chillstep. 
Udtrykket for denne daværende nye undergenre blev taget op af elektroniske kunstnere, og de begyndte snart at kalde musik i denne stil "Chillstep".
Siden da har Chillstep etableret sig som en musikalsk genre i sig selv med adskillige forskelle i forhold til Dubstep.

## Stil
I modsætning til dubstep ledsages chillstep ofte af højere bas og blødere og langsommere beats. Chillstep køre normalt med 120-140 BPM. Chillstep omtales ofte som melodisk dubstep af lyttere, fordi en chillstep-sang fokuserer mere på melodien end på et kompleks beat.
Denne stil findes blandt andet hos Massive Attack (album Paradise Circus), Lightscape (Escape This Moment) og Phaeleh (So Far Away).